# Khalid Reeves
Khalid Reeves (ur. 15 lipca 1972 w Nowym Jorku) – amerykański koszykarz, występujący na pozycji rozgrywającego, po zakończeniu kariery zawodniczej trener koszykarski.
W 1990 wystąpił w meczu gwiazd amerykańskich szkół średnich - McDonald’s All-American.

## Osiągnięcia
NCAA
- Uczestnik rozgrywek NCAA:
  - Final Four (1994)
  - Sweet Sixteen (1991, 1994)
- 3-krotny mistrz sezonu zasadniczego konferencji Pac-10/12 (1991, 1993, 1994)
- Zaliczony do składów[2]:
  - All-American Second Team (1994)
  - All-Pac-12 First Team (1994)
  - Pac-12 All-Freshman Team (1991)

NBA
- Uczestnik Rookie Challenge (1995)[2]

Inne
- Wicemistrz Kostaryki (2007)

Reprezentacja
- Mistrz świata U–19 (1991)[3]